# Der Trödler von Prag
Der Trödler von Prag ist ein deutscher Stummfilm aus dem Jahre 1916 unter der Regie von Walter Schmidthässler. Arthur Bergen und Thea Sandten sind in den Hauptrollen besetzt. 

## Handlung
Im jüdischen Ghetto von Prag. Der Trödler Simon und seine Tochter Judith handeln mit Antiquitäten. Ihnen zur Seite steht der Gehilfe David, der jeden Tag in die goldene Stadt zieht, um dort Altertümer einzusammeln, die sich eventuell verkaufen lassen. Während Judith in heimlicher Liebe zu ihm entbrannt ist, hat David nur Augen für Leontine, die für ihn die große, weite Welt bedeutet und ein Leben in Luxus verheißt. Seine Liebe zu dieser „Grande Dame“ macht ihn blind für alles andere: David vernachlässigt seine Arbeit und bemerkt obendrein nicht, wie sehr diese Leontine mit ihm spielt. Dies zeigt sich beispielsweise daran, dass sie ihn in demjenigen Moment zurückstößt, als sich ihr ein Mann von Welt in Person des Barons nähert. Dann bezeichnet sie David vor allen Anwesenden als aufdringlichen Kerl und sieht seelenruhig zu, als der Adelige mit der Reitpeitsche auf ihn eindrischt. Irgendwann begreift der junge Gehilfe, dass er bei dieser Oberklassendame keine Chance haben wird, und zeigt sich schließlich bereit, die duldsame Judith zu heiraten.
Simons größter Schatz, den er in einem Verschlag versteckt hält, ist eine Wunderkerze. Derjenige, der sie anzündet, bekommt jeden Wunsch, den er hat, erfüllt, doch muss er in dem Moment sterben, wo die Kerze heruntergebrannt ist. Die Botschaft dahinter ist: Nur dem Weisen bringt sie Glück, dem Toren aber Unheil und Verderben. Durch Zufall findet David heraus, welche Bewandtnis es mit der Kerze auf sich hat. Er will gleich einen Versuch wagen und wünscht sich, einen eben erstandenen El Greco teuer zu verkaufen. Und tatsächlich: Sein Wunsch wird ihm erfüllt. Es folgt Wunsch auf Wunsch, und alles hängt mit Geld und prunkvollem Leben jenseits des Ghettos in der großen, mondänen Stadt zusammen. Bald führt David ein geheimes Doppelleben: hier als braver Ehemann an der Seite seiner Judith, dort ein Leben in Saus und Braus unter Leuten, die er als seinesgleichen sehen möchte: die oberen Zehntausend. Auf einer der vornehmen Soiréen, die David besucht, begegnet er Leontine wieder, und sofort ist die alte Leidenschaft für sie neu entflammt. Vor allen Anwesenden küsst er die Frau, woraufhin ihn Nemesis, in Gestalt des Barons, zum Duell herausfordert.
Davids Besessenheit für Leontine führt dazu, dass er die Kerze erneut entzündet und sich nunmehr wünscht, dass Leontine um seine Liebe betteln und des Barons rechter Fechtarm von ihm im anstehenden Duell abgeschlagen werden möge. Und so geschieht es. Leontine kommt zu David angekrochen, doch voller Hochmut weist er sie aus seinem Stadthaus. Der Baron verliert beim Degenduell wie gewünscht seinen rechten Arm. Leontine verlässt ihren armlosen Gatten in spe und eilt zu David, der sich überglücklich fühlt. Sie verlässt ihn auch nicht, als David ihr sein Geheimnis verrät. Als aber eines Tages Davids einziges Kind daheim im Ghetto schwer erkrankt und seine Frau Judith und ihr Vater längst alle Hoffnung haben fahren lassen, entzündet David den kläglichen Rest der bereits stark heruntergebrannten Kerze und erreicht so, dass sein Kind wieder gesundet. Er selbst aber muss dieses Opfer mit seinem eigenen Leben bezahlen und stirbt in den Armen seiner Geliebten Leontine.

## Produktionsnotizen
Der Trödler von Prag entstand im Winter 1915/16 in den Bioscop-Ateliers in Neubabelsberg. Der Film passierte die Zensur im Februar 1916 und wurde im Monat darauf im Berliner Tauentzienpalast uraufgeführt. Der vieraktige Film besaß eine Länge von 1338 Metern. Die in Österreich gezeigte Fassung war rund 1450 Meter lang.

## Einordnung
Der beträchtliche Erfolg, den die Deutsche Bioscop 1915 mit dem ersten Golem-Film erzielt hatte und der national wie international einen großen Eindruck hinterlassen sollte, veranlasste dieselbe Produktionsfirma, weitere phantastische Stoffe herzustellen. Der Trödler von Prag folgte dem unmittelbar zuvor, im Herbst 1915, entstandenen Streifen Und das Wissen ist der Tod, an dem dasselbe Team (Regisseur Schmidthässler, Hauptdarsteller Bergen und Sandten) beteiligt gewesen war.

## Kritik
„Ein sehr schöner Film, dessen fesselnde, mystische Handlung schauspielerisch und szenisch ganz ausgezeichnet durchgeführt ist. Besonders beachtenswert ist, daß der Film am Orte der Handlung, in dem alten Prag spielt, das dem Regisseur reichlich malerische Motive bot, die glücklich gesehen, die Wirkung dieses Films noch wesentlich erhöhen und im Vereine mit einer beachtenswerten Typenzeichnung den Geschehnissen ein lebenswarmes Kolorit geben.“

Paimann’s Filmlisten resümierte: „Stoff phantastisch,  Szenerie, Photos und Spiel sehr gut“.